# Pugilato ai Giochi della XVI Olimpiade - Pesi mediomassimi
La competizione della categoria pesi mediomassimi (fino a 81 kg) di pugilato ai Giochi della XVI Olimpiade si è svolta dal 23 novembre al 1º dicembre 1956 al West Melbourne Stadium di Melbourne.

## Classifica finale
| Pos.    | Atleta                | Nazione          |
| ------- | --------------------- | ---------------- |
| Oro     | James Boyd            | Stati Uniti      |
| Argento | Gheorghe Negrea       | Romania          |
| Bronzo  | Romualdas Murauskas   | Unione Sovietica |
| Bronzo  | Carlos Lucas          | Cile             |
| 5       | Anthony Madigan       | Australia        |
| 5       | Rodolfo Díaz          | Argentina        |
| 5       | Andrzej Wojciechowski | Polonia          |
| 5       | Ottavio Panunzi       | Italia           |
| 9       | Lennart Risberg       | Svezia           |
| 9       | Petrus van Vuuren     | Sudafrica        |
| 9       | Gerald Collins        | Canada           |

### Risultati
|  | Primo Turno 23 novembre | Primo Turno 23 novembre | Primo Turno 23 novembre |  |  | Quarti di Finale 29 novembre | Quarti di Finale 29 novembre | Quarti di Finale 29 novembre |         |                 | Semifinale 30 novembre | Semifinale 30 novembre | Semifinale 30 novembre |  |  | Finale 1º dicembre | Finale 1º dicembre | Finale 1º dicembre |
|  |                         |                         |                         |  |  |                              |                              |                              |         |                 |                        |                        |                        |  |  |                    |                    |                    |
|  |                         |                         |                         |  |  |                              |                              |                              |         |                 |                        |                        |                        |  |  |                    |                    |                    |
|  |                         |                         |                         |  |  | James Boyd                   | James Boyd                   | P                            |         |                 |                        |                        |                        |  |  |                    |                    |                    |
|  |                         |                         |                         |  |  | Rodolfo Díaz                 |                              |                              |         |                 |                        |                        |                        |  |  |                    |                    |                    |
|  |                         |                         |                         |  |  |                              |                              |                              |         | James Boyd      | James Boyd             | P                      |                        |  |  |                    |                    |                    |
|  |                         |                         |                         |  |  |                              | Romualdas Murauskas          | Romualdas Murauskas          | Bronzo  |                 |                        |                        |                        |  |  |                    |                    |                    |
|  |                         |                         |                         |  |  | Romualdas Murauskas          | Romualdas Murauskas          | P                            |         |                 |                        |                        |                        |  |  |                    |                    |                    |
|  |                         |                         |                         |  |  | Anthony Madigan              |                              |                              |         |                 |                        |                        |                        |  |  |                    |                    |                    |
|  |                         |                         |                         |  |  |                              |                              |                              |         |                 | James Boyd             | James Boyd             | P                      |  |  |                    |                    |                    |
|  | Gheorghe Negrea         | Gheorghe Negrea         | P                       |  |  |                              | Gheorghe Negrea              | Gheorghe Negrea              | Argento |                 |                        |                        |                        |  |  |                    |                    |                    |
|  | Petrus van Vuuren       | Petrus van Vuuren       |                         |  |  | Gheorghe Negrea              | Gheorghe Negrea              | P                            |         |                 |                        |                        |                        |  |  |                    |                    |                    |
|  | Ottavio Panunzi         | Ottavio Panunzi         | P                       |  |  | Ottavio Panunzi              | Ottavio Panunzi              |                              |         |                 |                        |                        |                        |  |  |                    |                    |                    |
|  | Gerald Collins          | Gerald Collins          |                         |  |  |                              |                              |                              |         | Gheorghe Negrea | Gheorghe Negrea        | P                      |                        |  |  |                    |                    |                    |
|  |                         |                         |                         |  |  |                              | Carlos Lucas                 | Carlos Lucas                 | Bronzo  |                 |                        |                        |                        |  |  |                    |                    |                    |
|  |                         |                         |                         |  |  | Carlos Lucas                 | Carlos Lucas                 | P                            |         |                 |                        |                        |                        |  |  |                    |                    |                    |
|  | Andrzej Wojciechowski   | Andrzej Wojciechowski   |                         |  |  | Andrzej Wojciechowski        | Andrzej Wojciechowski        |                              |         |                 |                        |                        |                        |  |  |                    |                    |                    |
|  | Lennart Risberg         | Lennart Risberg         | KO3                     |  |  |                              |                              |                              |         |                 |                        |                        |                        |  |  |                    |                    |                    |